# Институто Библико (Акил)
Институто Библико (шп. Instituto Bíblico) насеље је у Мексику у савезној држави Јукатан у општини Акил. Насеље се налази на надморској висини од 31 м.

## Становништво
Према подацима из 2005. године у насељу су живела 4 становника.

### Хронологија
| Година       | 2000 | 2005 |
| ------------ | ---- | ---- |
| Становништво | 23   | 4    |

### Попис
| # | Индикатор                        | Вредност |
| - | -------------------------------- | -------- |
| 1 | Укупно појединачних домаћинстава | 1        |